# Xylaria
Xylaria é um género de fungos ascomicetas (Ascomycota) decompositores de madeira morta. O nome genérico deriva do vocábulo grego xýlon; madeira (ver xilema).

## Descrição
As duas espécies mais comuns deste género são Xylaria hypoxylon e Xylaria polymorpha.
A espécie Xylaria hypoxylon é a mais conspícua das espécies deste género pois produz corpos frutificantes erectos, com 3–7 cm de altura, com formas que lembram as hastes de um veado. Estes ascocarpos são negros na base, onde se situam os peritécios, mas esbranquiçados e ramificados na parte superior, onde o corpo frutificante produz conídios brancos (esporos assexuais).
A espécie Xylaria polymorpha em geral produz ascocarpos em forma de dedos, os quais emergem em grupos da base de árvores ou de madeira em contacto com o solo. Este é o principal fungo utilizado no processo de pigmentação de madeiras duras (spalting), em especial as de bordo.
A espécie de Xylaria longipes alegadamente melhora a qualidade da madeira utilizada na construção de instrumentos musicais.

## Galeria

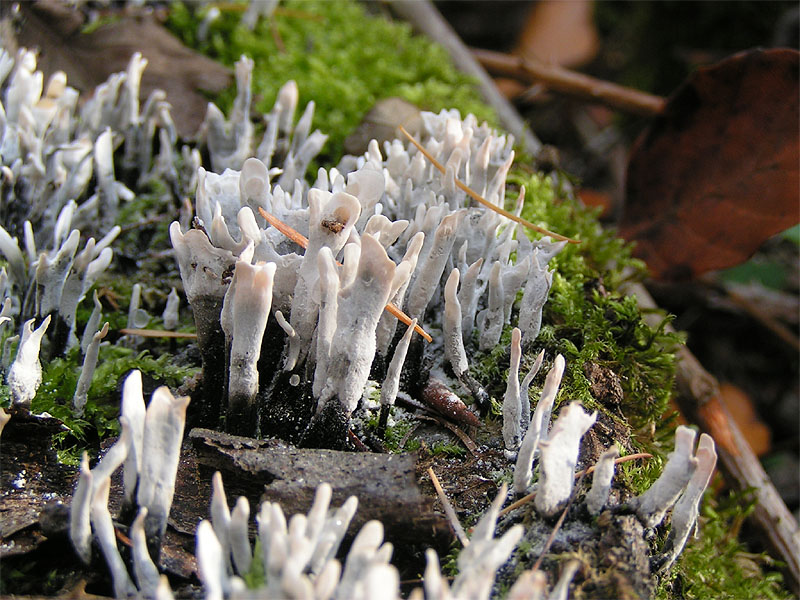
Xylaria hypoxylon.
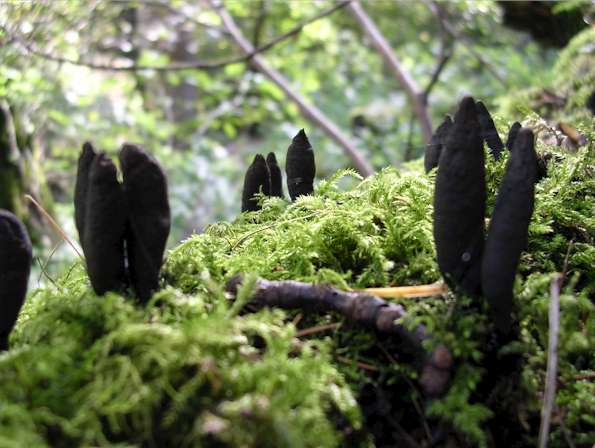
Xylaria polymorpha
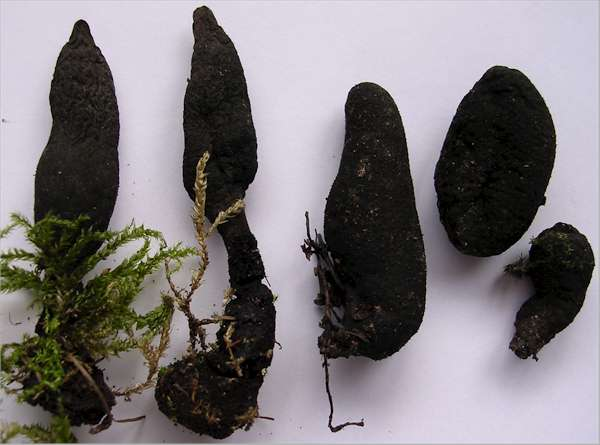
Xylaria polymorpha com os diversos tipos de corpo frutificante.
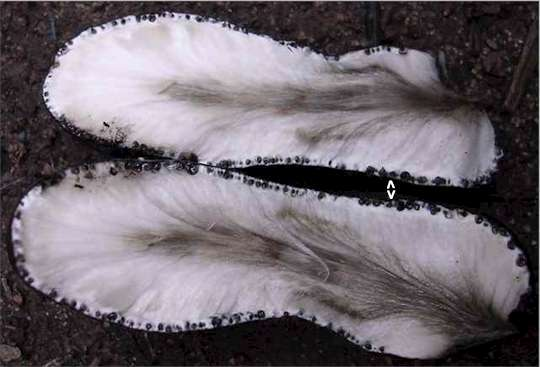
Corte longitudinal de um corpo frutificante de Xylaria polymorpha, mostrando os peritécios.
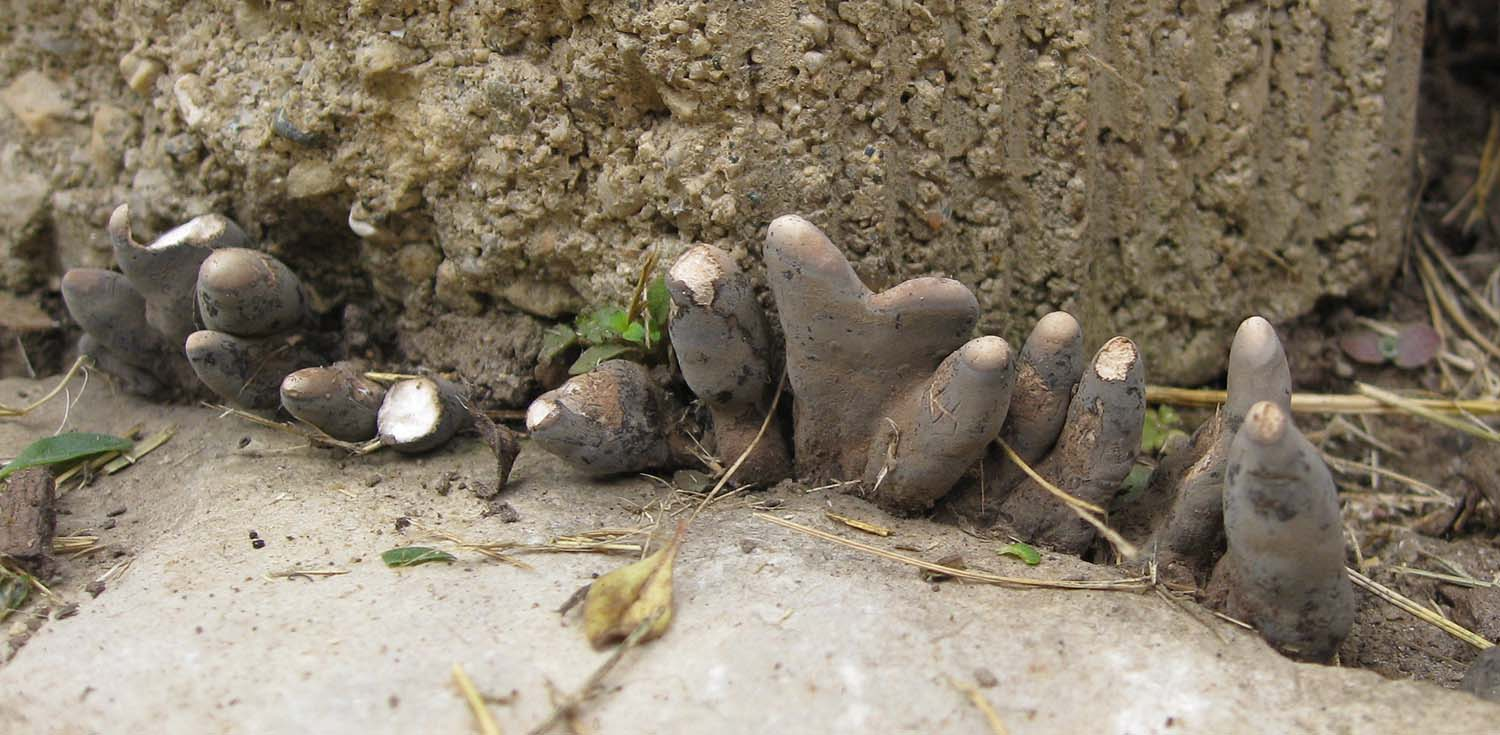
X. polymorpha no início de Junho.